# Hugo Del Vecchio
Hugo Del Vecchio é um cantor e compositor brasileiro de música sertaneja.

## Biografia
Nascido em Arapongas, Vecchio iniciou carreira como cantor sertanejo em 2009. Obteve um destaque modesto como cantor, tendo como maior relevância a música "O Que É Que Você Viu em Mim", lançada em 2016, que teve a participação da cantora e compositora Marília Mendonça. Apesar disso, Hugo alcançou maior notoriedade como compositor de músicas sertanejas, parte delas em parceria com Mendonça e Juliano Tchula.
Hugo é um dos compositores de músicas como "É com Ela que Eu Estou", um dos maiores sucessos da carreira de Cristiano Araújo. Em 2018, escreveu e gravou a canção "Supera". A faixa foi regravada por Marília Mendonça em 2019, se tornou um dos maiores sucessos da cantora e venceu o MTV Millennial Awards Brasil na categoria Hino de Karaoke em Casa. Outras canções de Vecchio foram gravadas por Edson & Hudson, Wesley Safadão, Zé Neto & Cristiano, João Neto & Frederico e César Menotti & Fabiano.